# Adrián Cubas
Adrián Andrés Cubas (Misiones, 22 de maio de 1996) é um futebolista argentino que joga atualmente no Vancouver Whitecaps. 

## Clubes
| Club         | Pais      | Anos        |
| ------------ | --------- | ----------- |
| Boca Juniors | Argentina | 2014 - 2018 |